# Nossa Senhora do Livramento
Nossa Senhora do Livramento là một đô thị thuộc bang Mato Grosso, Brasil. Đô thị này có diện tích 5192,568 km², dân số năm 2007 là 12302 người, mật độ 2,37 người/km².